# Exaceae
Exaceae là một tông thực vật có hoa trong họ Gentianaceae.
Exaceae bao gồm khoảng 145-186 loài hiện nay được xếp trong 8 chi đơn ngành, với trung tâm đặc hữu chính là châu Phi lục địa (khoảng 78 loài đặc hữu và 2 chi đặc hữu), Madagascar (55 loài đặc hữu và 4 chi đặc hữu) cũng như rìa phía nam của Ấn Độ và Sri Lanka (14 loài đặc hữu).

## Các chi
- Exacum L., 1754 (đồng nghĩa Cotylanthera Blume, 1826 gồm cả bốn loài thực vật hoại sinh không diệp lục là E. loheri, E. nanum, E. paucisquamum và E. tenue ở đông Himalaya và Đông Nam Á): 68-70 loài. Phân bố: Madagascar, miền nam Ấn Độ, Sri Lanka, Socotra, đông Himalaya, Đông Nam Á, New Guinea và cực bắc Australia. Tại Việt Nam có 3 loài là Exacum tetragonum Roxb., 1820 (ngoại dấu, ngoại dẫn), Exacum paucisquamum (C.B.Clarke) Klack., 2006? (gần Sa Pa) và Exacum zygomorpha Aver. & K.S.Nguyen, 2014[4] (Nghệ An).
- Exochaenium Griseb., 1845: 22 loài đặc hữu châu Phi[2][5][6]. Tách ra từ Sebaea sensu lato.
- Gentianothamnus Humbert, 1937: 1 loài đặc hữu Madagascar (Gentianothamnus madagascariensis).
- Klackenbergia Kissling, 2009[7]: 2 loài đặc hữu Madagascar (loài điển hình: K. stricta = Sebaea madagascariensis = Belmontia stricta, và K. condensata = Seabaea condensata). Tách ra từ Sebaea sensu lato.
- Lagenias E. Mey., 1837: 1 loài (Lagenias pusillus, đồng nghĩa: Sebaea pusilla). Tách ra từ Sebaea sensu lato, do không có đầu nhụy thứ cấp như ở Sebaea sensu stricto[5].
- Ornichia Klack., 1986: 3 loài đặc hữu Madagascar.
- Tachiadenus Griseb., 1838: 11 loài đặc hữu Madagascar.
- Sebaea Sol. ex R. Br., 1810 (đồng nghĩa Belmontia E. Mey., 1837): Chi nghĩa hẹp (sensu stricto) chứa 35-75 loài.

## Phát sinh chủng loài
Cây phát sinh chủng loài dưới đây vẽ theo Struwe L.

|  | \| \| Ornichia \| \| \| \| \| \| Klackenbergia \| \| \| \| |
|  |                                                            |
|  | Exacum                                                     |
|  |                                                            |
|  | Ornichia                                                   |
|  |                                                            |
|  | Klackenbergia                                              |
|  |                                                            |

|  | Ornichia      |
|  |               |
|  | Klackenbergia |
|  |               |

|  | Gentianothamnus |
|  |                 |
|  | Tachiadenus     |
|  |                 |

|  | \| \| Ornichia \| \| \| \| \| \| Klackenbergia \| \| \| \| |
|  |                                                            |
|  | Exacum                                                     |
|  |                                                            |
|  | Ornichia                                                   |
|  |                                                            |
|  | Klackenbergia                                              |
|  |                                                            |

|  | Ornichia      |
|  |               |
|  | Klackenbergia |
|  |               |

|  | Gentianothamnus |
|  |                 |
|  | Tachiadenus     |
|  |                 |

|  | \| \| Ornichia \| \| \| \| \| \| Klackenbergia \| \| \| \| |
|  |                                                            |
|  | Exacum                                                     |
|  |                                                            |
|  | Ornichia                                                   |
|  |                                                            |
|  | Klackenbergia                                              |
|  |                                                            |

|  | Ornichia      |
|  |               |
|  | Klackenbergia |
|  |               |

|  | Gentianothamnus |
|  |                 |
|  | Tachiadenus     |
|  |                 |

|  | \| \| Ornichia \| \| \| \| \| \| Klackenbergia \| \| \| \| |
|  |                                                            |
|  | Exacum                                                     |
|  |                                                            |
|  | Ornichia                                                   |
|  |                                                            |
|  | Klackenbergia                                              |
|  |                                                            |

|  | Ornichia      |
|  |               |
|  | Klackenbergia |
|  |               |

|  | Gentianothamnus |
|  |                 |
|  | Tachiadenus     |
|  |                 |

|  | Lagenias  |
|  |           |
|  | Sebaea s. |
|  |           |

|  | \| \| Ornichia \| \| \| \| \| \| Klackenbergia \| \| \| \| |
|  |                                                            |
|  | Exacum                                                     |
|  |                                                            |
|  | Ornichia                                                   |
|  |                                                            |
|  | Klackenbergia                                              |
|  |                                                            |

|  | Ornichia      |
|  |               |
|  | Klackenbergia |
|  |               |

|  | Gentianothamnus |
|  |                 |
|  | Tachiadenus     |
|  |                 |

|  | \| \| Ornichia \| \| \| \| \| \| Klackenbergia \| \| \| \| |
|  |                                                            |
|  | Exacum                                                     |
|  |                                                            |
|  | Ornichia                                                   |
|  |                                                            |
|  | Klackenbergia                                              |
|  |                                                            |

|  | Ornichia      |
|  |               |
|  | Klackenbergia |
|  |               |

|  | Gentianothamnus |
|  |                 |
|  | Tachiadenus     |
|  |                 |

|  | \| \| Ornichia \| \| \| \| \| \| Klackenbergia \| \| \| \| |
|  |                                                            |
|  | Exacum                                                     |
|  |                                                            |
|  | Ornichia                                                   |
|  |                                                            |
|  | Klackenbergia                                              |
|  |                                                            |

|  | Ornichia      |
|  |               |
|  | Klackenbergia |
|  |               |

|  | Gentianothamnus |
|  |                 |
|  | Tachiadenus     |
|  |                 |

|  | \| \| Ornichia \| \| \| \| \| \| Klackenbergia \| \| \| \| |
|  |                                                            |
|  | Exacum                                                     |
|  |                                                            |
|  | Ornichia                                                   |
|  |                                                            |
|  | Klackenbergia                                              |
|  |                                                            |

|  | Ornichia      |
|  |               |
|  | Klackenbergia |
|  |               |

|  | Gentianothamnus |
|  |                 |
|  | Tachiadenus     |
|  |                 |

|  | Lagenias  |
|  |           |
|  | Sebaea s. |
|  |           |